# Кастел ди Тора
Кастѐл ди То̀ра (на италиански: Castel di Tora) е село и община в Централна Италия, провинция Риети, регион Лацио. Разположено е на 607 m надморска височина. Населението на общината е 310 души (към 2010 г.).